# Ciropedia
Ciropedia, o L'educazione di Ciro (in greco antico: Κύρου παιδεία?, Kýrū paidèiā), è un'opera di Senofonte, riguardante l'educazione di Ciro il Grande, fondatore dell'Impero achemenide.

## Argomento dell'opera
L'opera, in 8 libri, fu scritta probabilmente dopo il ritorno di Senofonte ad Atene (365 a.C.) o dopo la rivolta dei satrapi (360 a.C.). Il titolo fornisce già una chiara idea del contenuto dell'opera: si tratta, infatti, del racconto dell'educazione del re, seguita in tutte le fasi (fanciullezza, efebia, maturità, vecchiaia). Il padre di Ciro, Cambise, insegna al figlio come procurarsi l'obbedienza spontanea dell'esercito, come gestire l'economia, la salute, il comando nel corso delle spedizioni.
L'educazione del sovrano riguarda però solamente il primo libro: gli altri trattano infatti delle conquiste del fondatore dell'impero persiano.
I precetti dati dal re a Ciro il Vecchio sintetizzano con estrema chiarezza i principi che stanno alla base della formazione dell'uomo persiano.
Dall'opera emerge un ritratto di Ciro rappresentato come personaggio pio, saggio e giusto, un uomo virtuoso che incarna l'ideale del principe perfetto.
Non è possibile definire la Ciropedia una vera opera storica in quanto alcuni avvenimenti, come la narrazione della morte del personaggio, sono del tutto immaginari.
Senofonte parla anche dell'educazione dei fanciulli da parte dei Persiani: i Persiani insegnano ai fanciulli ad essere saggi e temperati.